# 云岩寺 (苏州)

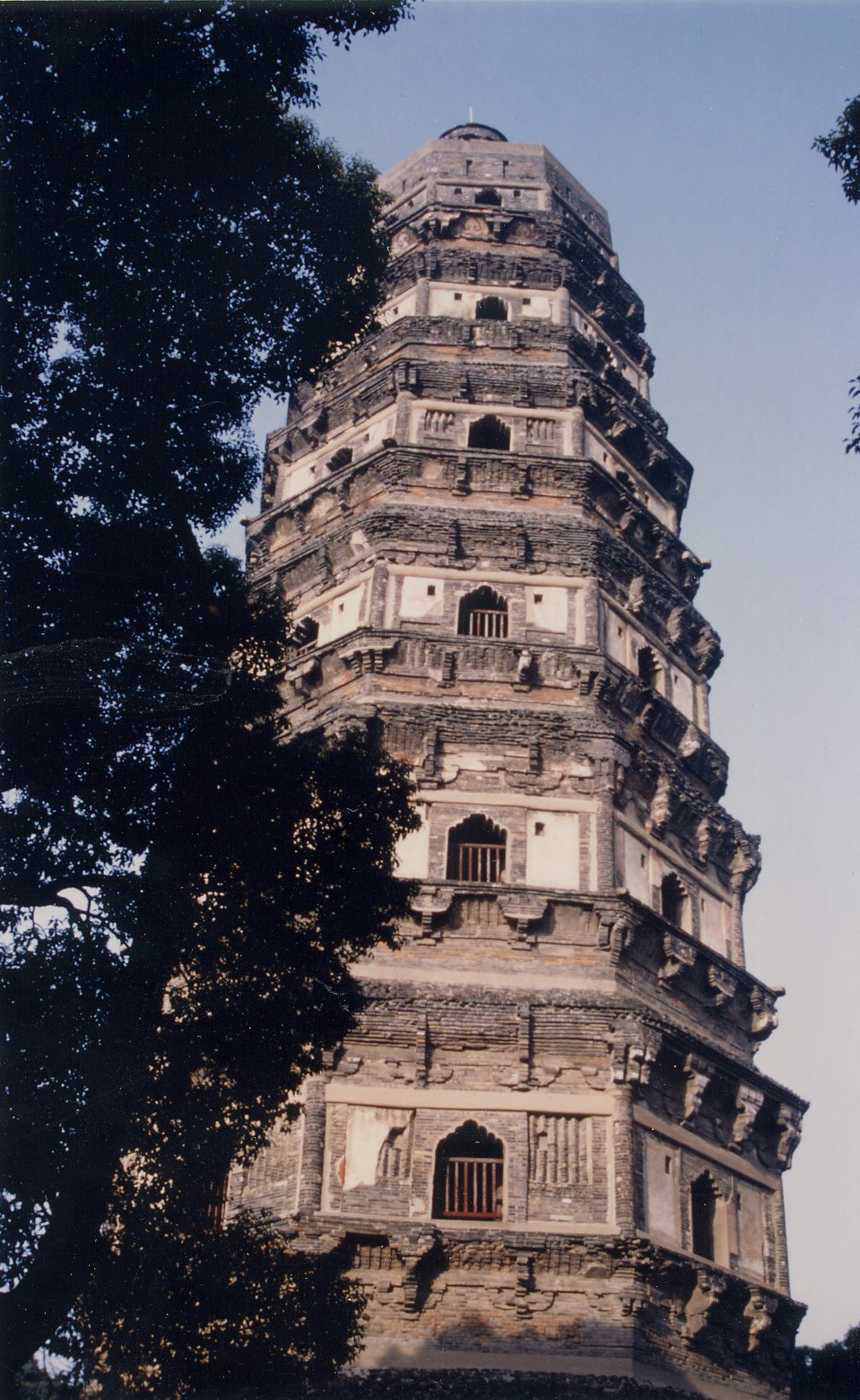
云岩寺塔

虎丘云岩寺位于中国江苏省苏州市西北部的虎丘，因虎丘原名海涌山，故该寺又名海涌寺，也称作虎丘寺，现已大部损毁，遗留建筑成为虎丘园林内的景观。云岩寺始建于东晋咸和二年（公元327年），由司徒王列与王珉两兄弟利用两人的舍宅营建。当时分为东、西两座寺院。到唐代会昌毁佛时期，该寺大部被毁。重建时合二寺为一寺，并从山下迁移到山上。后虎丘寺屡毁屡建，最近一次大规模破坏发生在抗日战争时期。现存建筑多为清代以后陆续修建。
虎丘寺现存的古建筑中以云岩寺塔较为知名。该塔始建于五代吴越晚期，是一座仿木结构的阁楼式砖塔，高约47米，被称为“江南第一古塔”。此外现在园林入口处的“断梁殿”原建于元代，原为云岩寺的二山门。